# Spanish Room
Spanish Room est une petite communauté canadienne située sur la péninsule de Burin de l'île de Terre-Neuve dans la province de Terre-Neuve-et-Labrador.

## Annexe